# The Posies
The Posies es un grupo de rock, procedente de los Estados Unidos.

## Historia

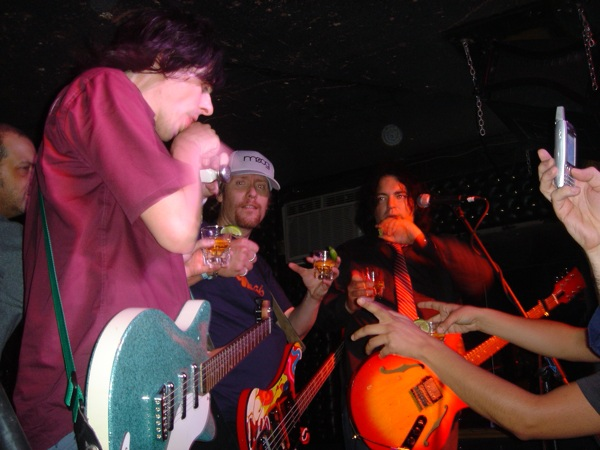
The Posies.

The Posies se formó a finales de los años 80 en Bellingham, cerca de la ciudad de Seattle (Estados Unidos), por Jon Auer y Ken Stringfellow. En 1988, el grupo grabó una maqueta que acabaría convirtiéndose en lo que sería su primer álbum, llamado Failure (1988 - Pop Llama). En él, ambos músicos componen todos los temas compartiendo la faceta vocal (ambas cosas se convertirían en lo habitual a lo largo de su carrera), al tiempo que se encargan de tocar todos los instrumentos. Las melodías y voces contenidas en dicho disco son claras herederas del sonido inventado por los precursores del power pop, la banda de Alex Chilton, Big Star. Failure contiene algunos de los temas que, con el tiempo, se convertirían en clásicos de la banda, como «Believe In Something Other» o «I May Hate You Sometimes» The Posies no tardaron en llamar la atención de los grandes sellos, de entre los cuales Geffen Records se llevó el gato al agua ofreciéndoles editar el que sería su segundo disco Dear 23 (1990). Para entonces, Rick Roberts (bajo) y Mike Musburger (batería) ya se habían unido al dúo formado por Auer y Stringfellow. El disco tuvo una relativa buena acogida, sobre todo por parte de las emisoras de radio universitarias estadounidenses. En él destacan «Suddenly Mary» y la beatleiana «Golden Blunders», canción que fue más tarde versionada por un Beatle, para regocijo de los miembros de la banda. 
Un par de años más tarde, Seattle, la ciudad que había visto nacer a The Posies, se vio convulsionada por el estallido de un nuevo fenómeno musical, el grunge, que cambiaría por completo no solo la escena musical de Seattle, sino la de todo el planeta. El éxito de Nirvana fue tan grande como inesperado y abrió las puertas de este tipo de bandas al gran público, convirtiéndose de repente en el tipo de música preferida por millones de adolescentes en todo el mundo. Pero The Posies nunca llegaron a encajar en aquel género. Su música se basaba principalmente en melodías y arreglos que recordaban a grupos como los antes citados Big Star (uno de sus grupos favoritos con los que más tarde colaborarían), Cheap Trick o incluso por momentos a Simon & Garfunkel. Pero los nuevos tiempos demandaban un sonido más “sucio”. Para el siguiente disco, el movimiento grunge estaba en pleno apogeo, por lo que Auer y Strigfellow eligieron al productor Don Fleming para que este le diera un sonido más duro acorde con los tiempos que corrían. Era 1993 y nacía el que es considerado su mejor trabajo hasta la fecha. Frosting On The Beater. El disco, cuyo título hacía referencia a la masturbación masculina, enseguida tuvo una buena acogida entre los fanes del rock alternativo, en parte gracias al primer sencillo extraído del disco, «Dream All Day», que junto a canciones como «Solar Sister» o «Flavor Of The Month» le convirtieron en todo un referente en cuanto a power pop se refiere. Para este disco se contó con un nuevo bajista, Dave Fox, permaneciendo en la batería Mike Musburger. Aunque Frosting On The Beater obtuvo alabanzas tanto por parte de los fanes como de la crítica, no llegó a ser el gran éxito de ventas que tanto la banda como su compañía de discos esperaban. Ese mismo año, Auer y Stringfellow participaron en la reunión de sus héroes y ahora amigos, Big Star, y aportaron la canción «Going, Going, Gone» a la banda sonora de la película dirigida por Ben Stiller, Reality Bites, film que se convertiría en el retrato de la llamada Generación X. A finales de ese año Ken Stringfellow colaboró con Nirvana y Oasis, aportando sus ideas en varios temas.
En 1996, Joe Bass al bajo y Brian Young (futuro batería del grupo neoyorquino Fountains of Wayne) a las baquetas se unen al grupo y se encierran en el estudio para dar vida al que sería el cuarto álbum de la banda, Amazing Disgrace. En este disco, The Posies se adentran aún más en ese sonido más “sucio” que habían experimentado en «Frosting On The Beater», llegando incluso a rozar el punk pop en algunos temas como por ejemplo «Grant Hart» o «Broken Record». Además, en este álbum podemos encontrar desde canciones puramente pop como «Song No. 1,» hasta ejemplos de hard rock como «Throwaway», que demuestran la versatilidad de Auer y Stringfellow a la hora de componer. Al igual que su predecesor, Amazing Disgrace fue acogido con buenas críticas, pero de nuevo volvió a fallar en las ventas, en parte por la falta de promoción de la compañía de discos que seguía presionando a la banda para que compusieran un éxito. Finalmente, Geffen Records acabó por rescindir el contrato que les unía al grupo.
Un año más tarde, Stringfellow publicó el que sería su primer álbum en solitario This Sounds Like Goodbye, un título que muchos fanes de Posies interpretaron como una declaración de intenciones respecto a la banda. En efecto, en 1998, The Posies publicaron el que parecía ser su último álbum Success. De hecho, el título del álbum ("éxito" en castellano), parecía ser un guiño al título de su primer disco, Failure ("fracaso"). Para entonces, el boom inicial del grunge había pasado y el tono del álbum nos devuelve a unos Posies más melódicos y relajados, como en «Somehow Everything», que abre el disco, o la balada «You're The Beautiful One». Desgraciadamente, Auer y Stringfellow entienden que ya no les queda nada por decir como banda y deciden disolver The Posies. 
Una vez separada la banda, Stringfellow se embarca en un tour con R.E.M. como músico de acompañamiento. Otro músico que también participa en aquella gira fue Scott McCaughey, con el que Stringfellow había coincidido anteriormente en la banda Minus 5. En dicho período, Stringfellow funda la banda Saltine que llegó a publicar un EP. Por su lado, Jon Auer se dedica a producir discos para diversas bandas del sello Pop Llama y edita en el año 2000 un EP en solitario titulado The Perfect Size y que incluye «The Perfect Size». Irónicamente, y teniendo en cuenta que la banda se encontraba oficialmente disuelta, el año 2000 se convierte en el más prolífico en cuanto a ediciones. Su antiguo sello discográfico, Geffen Records, publica un grandes éxitos titulado Dream all Day. Al mismo tiempo, sale a la luz una caja de cuatro discos titulada A least, At last y que recoge maquetas, demos, caras B y canciones en directo de la banda. También en este año ve la luz el primer y único directo del grupo hasta la fecha, Alive Before the Iceberg y que recoge grabaciones en directo de la gira que un año antes habían hecho por España.
Al mismo tiempo, Auer y Stringfellow se embarcan en una gira acústica que les llevará por todo el mundo, quedando testimonio de la misma el disco In Case You Didn’t Feel Like Plugging In. Un año más tarde, Auer y Stringfellow se reúnen con Joe Bass (bajo) y Darius Minwalla (batería) y graban como The Posies el EP Nice cheekbones and a Ph. D, saliendo de nuevo de gira.
Ese mismo año, Stringfellow edita su segundo álbum en solitario Touched, que incluye material que en un principio iba a formar parte del nuevo álbum de Saltine y Auer publica un EP titulado 6 ½, que supone su segundo trabajo en solitario e incluye, entre otras, versiones del «Beautiful Stranger» de Madonna y «Baby Bitch» de Ween. El disco funcionó bastante bien en cuanto a ventas se refiere, sobre todo en España, donde The Posies inician una gira que les llevará por catorce ciudades. 
En los siguientes años, únicamente Stringfellow se muestra más activo, publicando su segundo CD, Soft Commands (2004 – Yep Rock Records) y se embarca en una gira mundial para promocionarlo, empalmando dicha gira con la de R.E.M. con los que de nuevo vuelve a colaborar como músico de acompañamiento. En este período, cabe destacar también el EP titulado Private Sides y que incluye seis canciones inéditas, tres compuestas por Auer y otras tres por Stringfellow, así como la reedición ese mismo año por parte del sello Houston Party del primer álbum de la banda, Failure, cuando se cumplen 15 años de su primera edición. Dicha edición especial contiene ocho temas extras muchos de los cuales ya se incluían en la caja para coleccionistas, At Least, At Last.
A pesar de que el álbum Success había sido considerado como su álbum de despedida, tanto Stringfellow como Auer siempre habían dejado abierta la puerta de una posible vuelta de The Posies a lo largo de estos años. Hecho este que se hace realidad en junio de 2005 cuando un nuevo álbum de la banda, Every Kind of Light (2005), ve la luz, esta vez con Darius Minwalla a la batería y Matt Harris al bajo. Se trata este de un disco excelente, donde se puede apreciar la continuidad del sonido que The Posies han estado explorando durante los últimos tiempos. Como ya es habitual en los trabajos de la banda, en Every Kind of Light encontramos canciones para todos los gustos en cuanto a estilos, desde la tranquilidad que respira «Last Crawl» hasta las más power pop como es el caso del primer sencillo del álbum, «Second Time Around».
En 2005 vio la luz el que fue el primer álbum de Jon Auer (anteriormente solo había publicado un par de Eps), Songs From The Year Of Our Demise.

## Discografía

### Álbumes
- Failure (1988 – Pop Llama),
- Dear 23 (1990 – Geffen Records),
- Frosting On The Beater (1993 – Geffen Records),
- Amazing Disgrace (1996 – Geffen Records),
- Success (1998 – Pop Llama),
- Dream All Day (2000 – Geffen Records),
- Alive Before The Iceberg (2000 – Houston Party Records),
- In Case You Feel Like Plugging In (2000 - Casa Recording Co.),
- At Least, At Last (2000 – Not Lame Records),
- Nice Cheekbones and a Ph. D (2001 – Houston Party Records),
- Private Sides (2003 – Arena Rock Recording Co.),
- Failure (2003 – Houston Party Records – Reedición especial 15 Aniversario),
- Every Kind of Light (2005 – Rykodisc).
- Blood/Candy (2010 – Rykodisc).
- Solid States (2016 – Lojinx).

### Sencillos
- Golden Blunders (1990 – Geffen Records),
- Suddenly Mary (1991 – Geffen Records),
- Feel (1992 – 7” Single),
- This is Not The Posies ( 1993 – 7” Single lanzado solo en España),
- Going, Going, Gone (1993 –Banda sonora de “Reality Bites”),
- Dream All Day (1993 – Geffen Records),
- Solar Sister (1993 – Geffen Records),
- Flavor of the Month (1993 – Geffen Records),
- Definite Door (1994 – Geffen Records),
- Ontario (1996 – Geffen Records),
- Everybody is a Fucking Liar (1996 – Geffen Records),
- Randy Leasure’s Posies Sampler (1996 – Geffen Records),
- Start a Life (1998 – Pop Llama),
- Second Time Around (2005– Rykodisc).

## Proyectos paralelos y colaboraciones
Ken Stringfellow
- Big Star (1993 -?),
- Saltine (1998 - 2000),
- Twin Princess (1996 – 2000),
- White Flag (1996 -?),
- Orange Humble Band (1997 – 2000),
- R.E.M. (1998 -?).

Jon Auer
- Big Star (1993 -?),
- Jeanjacket Shotgun (2001),
- Sean Nelson and His Mortal Enemies (?).